# Smaragdstaden
Smaragdstaden (engelska: Emerald City) är en fiktiv stad, huvudstad i landet Oz i L. Frank Baums böcker, först beskriven i boken Trollkarlen från Oz. Enligt de tidiga böckerna grundades staden av trollkarlen, som även bor där, i senare böcker antyds det att det inte var han som grundade den, då många av dess byggnader är mycket äldre än så.